# Pseudocorethrura funebris
Pseudocorethrura funebris är en insektsart som först beskrevs av Stsl 1863.  Pseudocorethrura funebris ingår i släktet Pseudocorethrura och familjen Lophopidae. Inga underarter finns listade i Catalogue of Life.